# Acroneuria distinguenda
Acroneuria distinguenda is een steenvlieg uit de familie borstelsteenvliegen (Perlidae). De wetenschappelijke naam van de soort is voor het eerst geldig gepubliceerd in 1977 door Zwick.